# Pittosporum coriaceum
Pittosporum coriaceum — вид рослин з родини Pittosporaceae, ендемік Мадейри.

## Опис

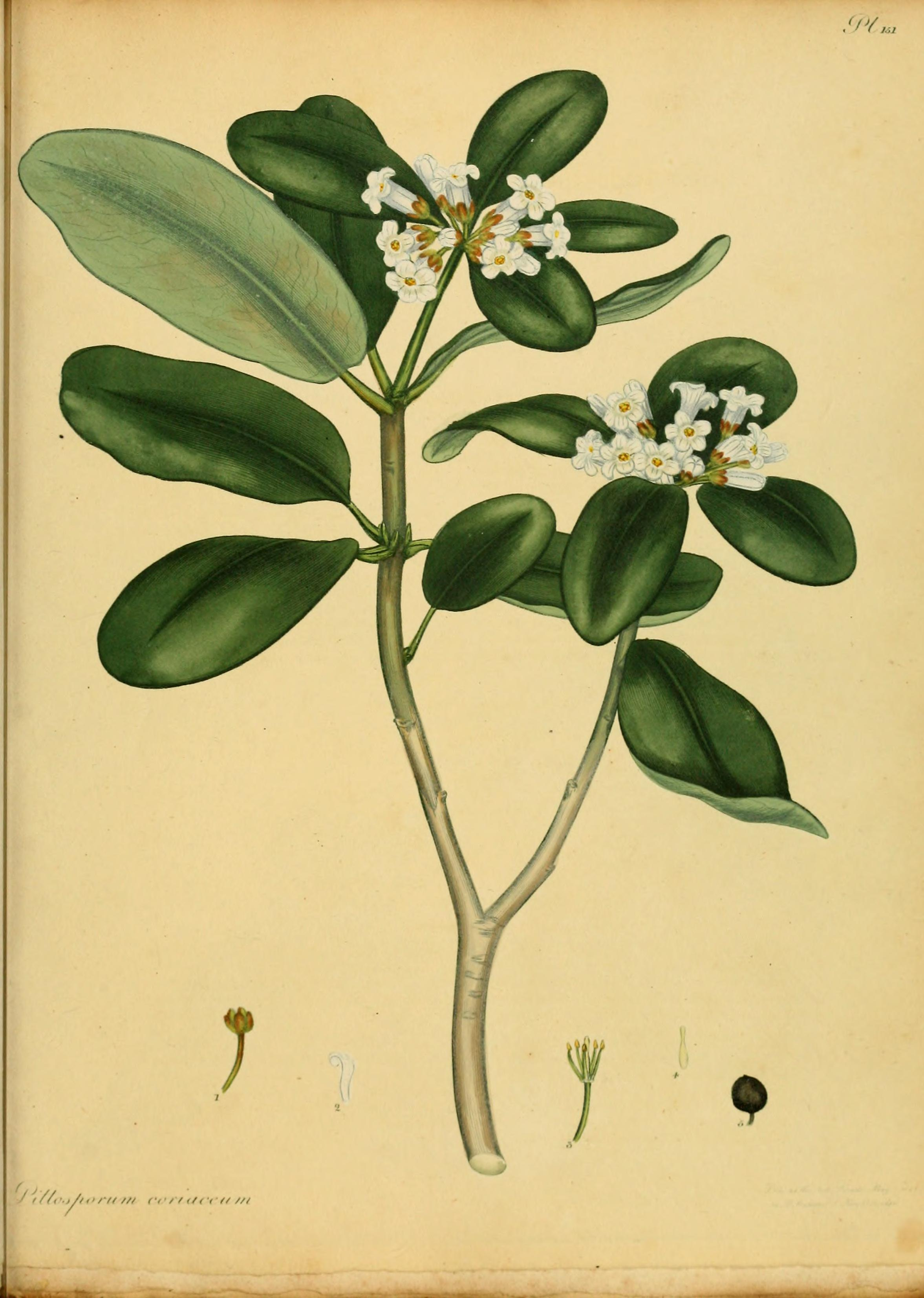

Кущ або маленьке дерево заввишки від 5 до 8 метрів. Стовбур світло-сірий та гладкий. Листки від довгастих до зворотнояйцеподібно-довгастих, тупокінцеві, товсті, шкірясті, гладкі. Квіти невеликі, біло-жовтуваті, ароматичні, зібрані у верхівкові кластери. Плід — коробочка до 2 сантиметрів довжини, яйцеподібної форми, деревна, коричнювата, коли стигла. Цвітіння: травень — червень.

## Поширення
Ендемік Мадейри (північні схили о. Мадейра).
Це дерево росте в глибоких ярах в лісах Ocotea foetens. Загальна кількість населення складає від 40 до 50 особин.

## Загрози та охорона
Основними загрозами є порушення областей зростання, пожежі та зсуви. Низький рівень регенерації ще більше зменшує можливості виживання цього виду.
Pittosporum coriaceum внесено до списку пріоритетних видів в Додатку II Директиви про природне середовище та до Додатку I  Конвенції про охорону європейської дикої природи та природних середовищ існування (Бернська конвенція). Весь ареал міститься в Національному парку Мадейри. Зусилля спрямовані на розповсюдження виду проходять з обмеженим успіхом. Програми відновлення виду повинні продовжуватись, разом із кампаніями з підвищення обізнаності громадськості.